# Берол
Берол (фр. Bairols) насеље је и општина у Француској у региону Прованса-Алпи-Азурна обала, у департману Приморски Алпи која припада префектури Ница.
По подацима из 2011. године у општини је живело 109 становника, а густина насељености је износила 7,15 становника/km². Општина се простире на површини од 15,24 km². Налази се на средњој надморској висини од 880 метара (максималној 1.803 m, а минималној 280 m).

## Демографија
| 1962. | 1968. | 1975. | 1982. | 1990. | 1999. | 2011. |
| ----- | ----- | ----- | ----- | ----- | ----- | ----- |
| 25    | 37    | 30    | 38    | 73    | 114   | 109   |

График промене броја становника у току последњих година